# Sweco-huset

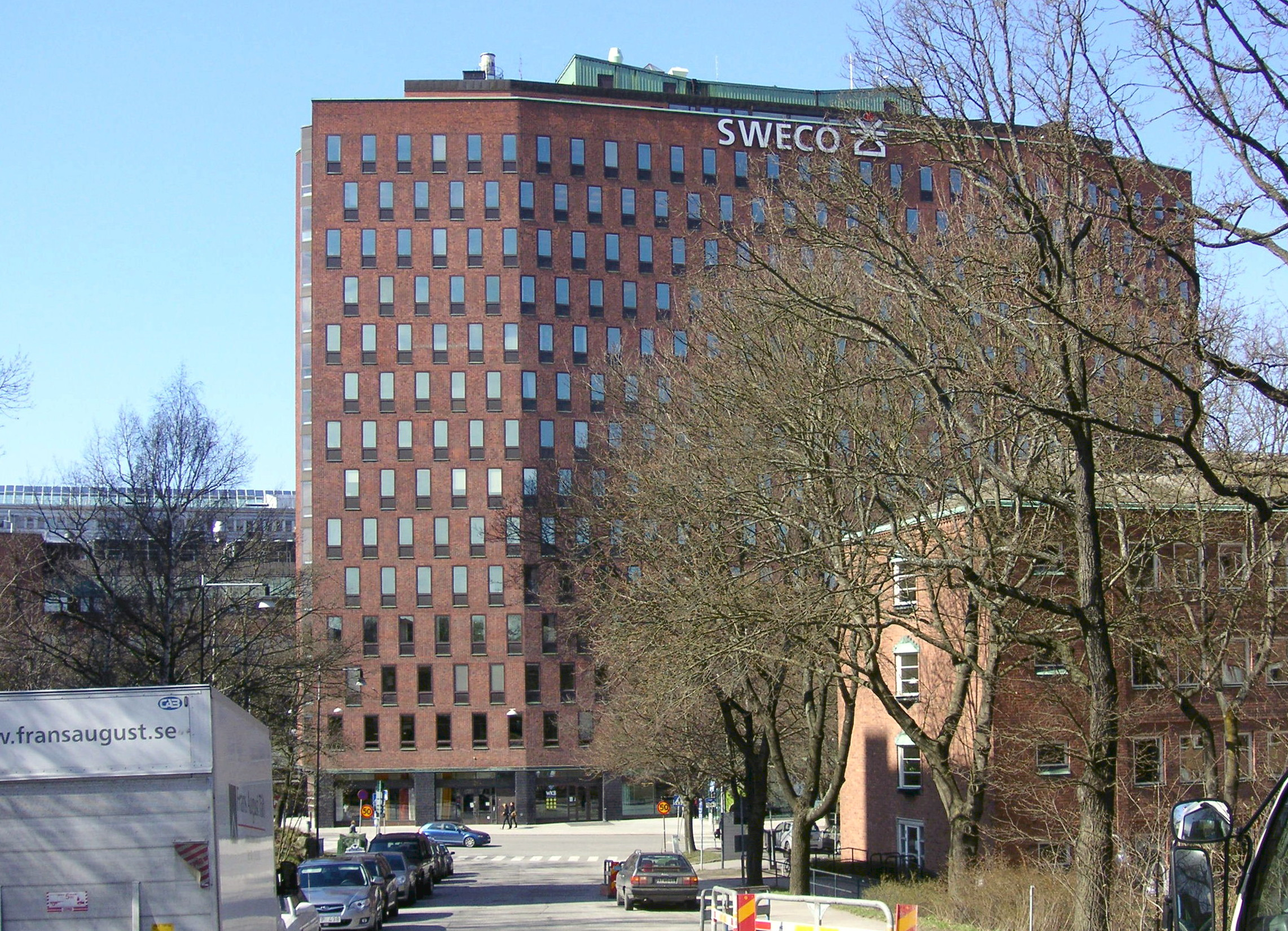
Sweco-huset sett från Fyrverkarbacken, 2009.

Sweco-huset (tidigare SvD-huset och Dagbladshuset efter den ursprungliga byggherren Svenska Dagbladet) ligger på Kungsholmen i Stockholm med adress Gjörwellsgatan 28. Huset uppfördes 1960–1962 för Svenska Dagbladet av storbyggmästaren Olle Engkvist och hans bolag Bygg-Oleba AB efter ritningar av arkitekt Anders Tengbom.
Intill Sweco-huset finns DN-skrapan från samma tid. Båda byggnaderna är blåmärkta av Stockholms stadsmuseum vilket är den högsta klassen och innebär "att bebyggelsen bedöms ha synnerligen höga kulturhistoriska värden".

## Beskrivning

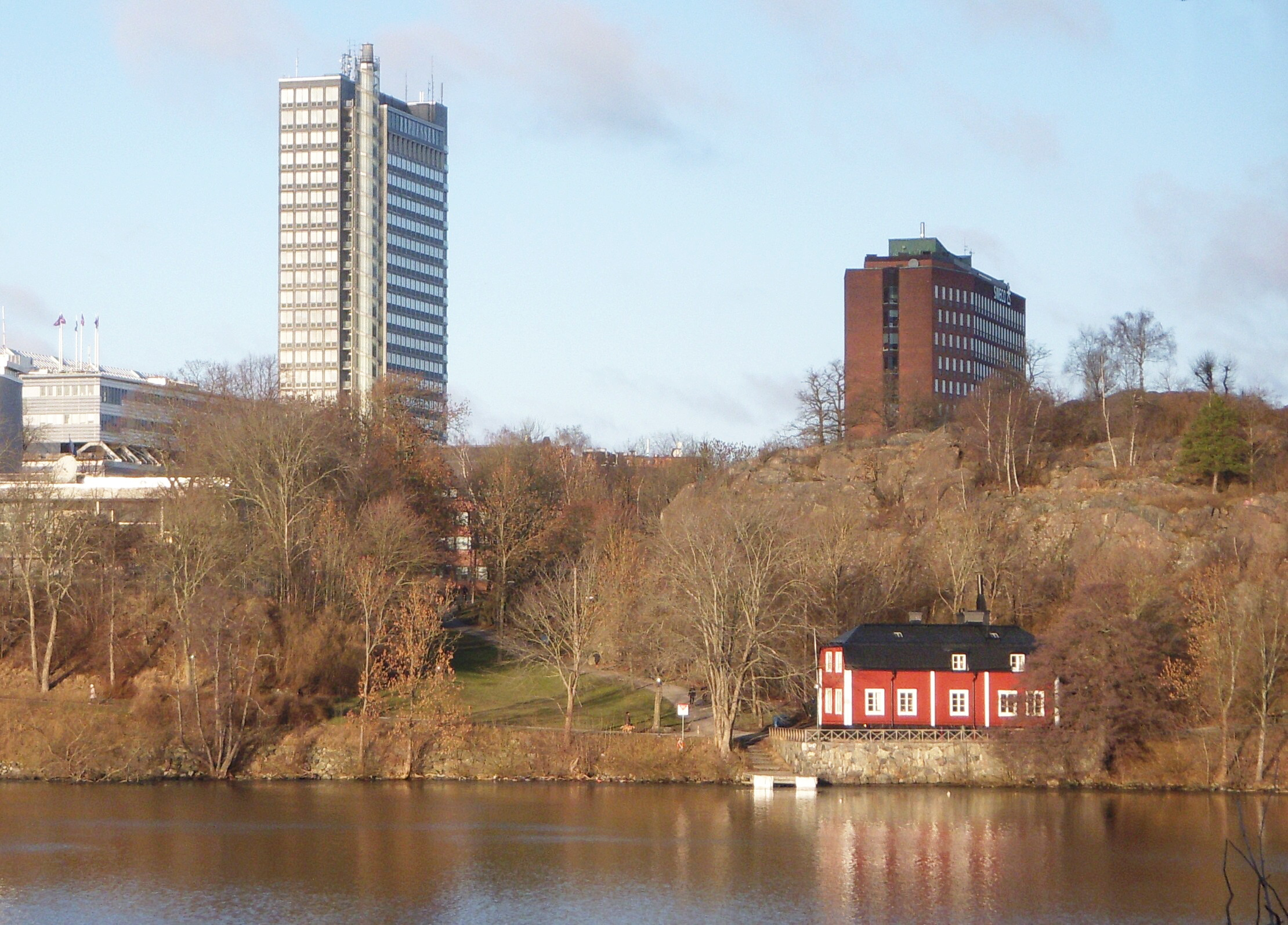
DN-skrapan och Sweco-huset,
nedanför: Triewalds malmgård.

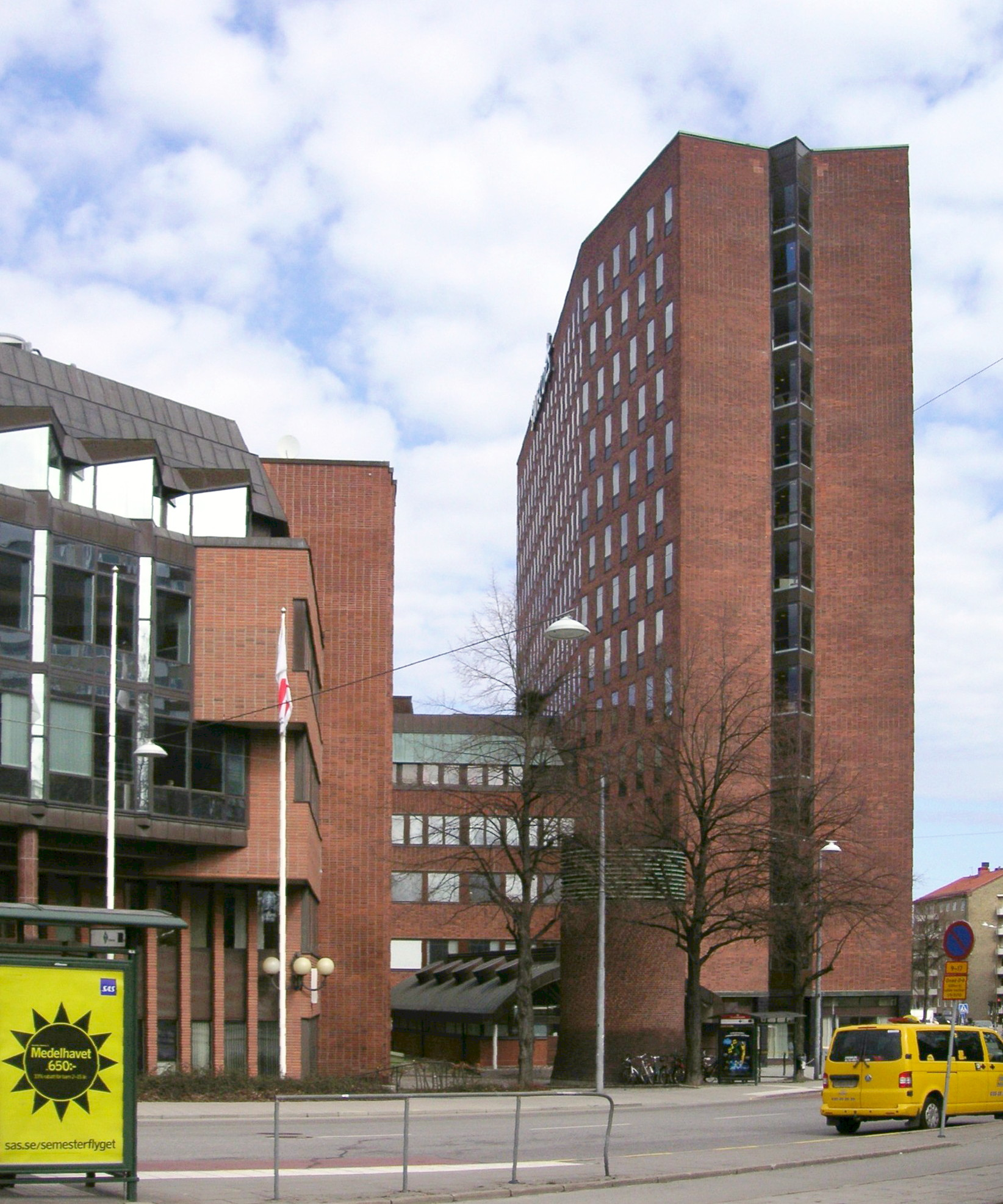
Lågdelen och högdelen, 2009.

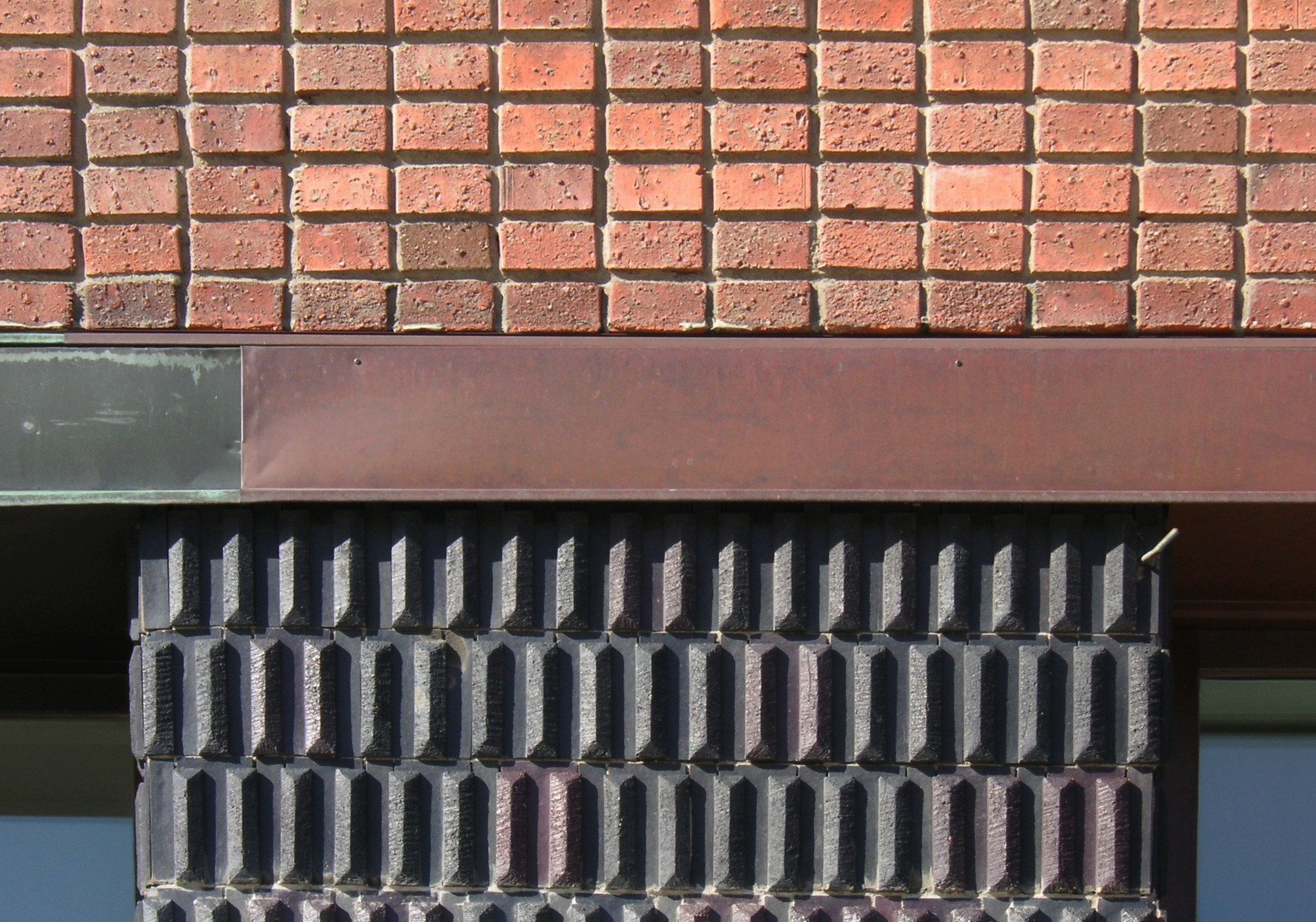
Fasaddetalj.

När Klaras tidningskvarter på nedre Norrmalm försvann i samband med Norrmalmsregleringen på 1960-talet, uppfördes byggnaderna för Stockholms två största morgontidningar, Dagens Nyheter och Svenska Dagbladet i Mariebergsområdet på mellersta Kungsholmen.
DN-huset, som ritades av Paul Hedqvist, och Sweco-huset hade samma grundkoncept: en höghusdel med kontor för tidningsredaktionen och lägre byggnader för tryckeriet. För övrigt är den arkitektoniska gestaltningen helt olika. Medan Hedqvist valde att rita en mycket hög, lätt byggnad med glas och gråblå keramikplattor i fasaden, valde Tengbom en lägre, tyngre höghusdel i rött tegel.
Komplexet består av 14 våningar hög kontorsbyggnad med nord-sydlig riktning. Väster därom ansluter en produktionsbyggnad i fem våningar. Här låg ursprungligen bland annat sätteri och tryckeri. Stommen består av platsgjuten betong med utvändig värmeisolering. Ansvarig för konstruktionerna var Sven Tyrén. Fasaderna är klädda med rött tegel från Mälardalens tegelbruk. Fasaden på högdelens bottenvåning utfördes med en beklädnad av rödsvarta keramiska plattor. 
Tengboms tegelfasad uppvisar även en intressant murningsteknik, där endast tegelstenens koppyta (tegelstenens kortsida, se murförband) är synlig i muren och murningen utförts utan förband (vertikala fogar står över varann). Fönsteröppningarna är symmetriskt anordnade och våningsvis inbördes förskjutna, de bildar så ett vertikalt zink-zack-mönster. 
Byggnaden avsmalnar mot gavlarna och ger den kraftiga, 19 meter breda höghusdelen, ett slankare intryck. Denna avsmalning är troligen inspirerad av den italienske arkitekten Gio Pontis Pirellihöghuset från 1958.
Kontorsplanen visar konventionella kontorsrum längs ytterväggarna med en mörk kärna i mitten, där trapphus, hissar, toaletter och förråd är anordnade.

## Husets vidare öden
Liksom i DN-skrapan finns varken tidningsredaktionen eller tryckeriet kvar i byggnaden längre. År 2006 byttes fasadskylten Svenska Dagbladet mot SWECO och sedan dess har teknikkonsultföretaget Sweco sitt Stockholmskontor i byggnaden. Under åren 2010 till 2011 genomfördes en omfattande upprustning av fastigheten som ägs av AMF Fastigheter.

## Stadsmuseets klassificering
I ramen för Stadsmuseets kulturhistoriska klassificering av Stockholms byggnader beslöt museet i mars 2011 att blåmärka byggnaden. Motiveringen var bland annat: "Med sin stora och tunga tegelvolym utgör SvD:s byggnad ett viktigt inslag i stadsbilden tillsammans med den betydligt högre och lättare DN-skarpan intill. Den är också ett av flera viktiga landmärken vid Västerbrons norra fäste.

### Fotnoter
1. ↑  AMF Fastigheters webbplats Arkiverad 2 april 2015 hämtat från the Wayback Machine.
2. ↑  RAÄ:s bebyggelseregister: STOCKHOLM TRÄNGKÅREN 6 - husnr 1.
3. ↑  Henrik Poppius. Olle Engkvist - folkhemmets storbyggmästare. Carlssons (2023) sid 233–236
4. ↑  Stadsmuseets interaktiva karta för kulturmärkning av byggnader i Stockholm.
5. ↑  Fastigheten Trängkåren 7. Ställningstagande angående kulturhistorisk klassificering.